# Орда (World of Warcraft)
Ордата е една от двете главни политически фракции в играта на смъртните раси в Азерот, като неговото съответствие е Алианса. Макар че нейните идеали, политика и вяра са били ревизирани и съюзите в нея многократно променяни, това е същата орда наследена от Трал по времето на Бойния вожд Оргрим Дуумхаммър.

## Текущи членове
Главните игрови раси включват:
- орки
  - Ръководени от Бойния вожд Трал.